# Аламанс (окръг, Северна Каролина)
Окръг Аламанс (на английски: Alamance County) е окръг в щата Северна Каролина, Съединени американски щати. Площта му е 1127 km², а населението – 154 378 души (2016). Административен център е град Греъм.